# 宇都宮環状北道路
宇都宮環状北道路（うつのみやかんじょうきたどうろ）は、栃木県宇都宮市上戸祭町から同市平出工業団地に至る延長6.4 kmの地域高規格道路である。別名、豊郷バイパス（とよさとバイパス）。
宇都宮環状道路の北部区間を成し、国道119号の一部区間として新4号国道と日光街道（国道119号）を宇都宮市街地を経ずに結ぶ、国道119号バイパス的な機能を担っている。茨城西部・宇都宮広域連絡道路の一部として整備された。国道119号と本路線は宇都宮北道路で結節されている。
本路線の建設前は、国道119号方面から県東南部方面（芳賀郡や茨城県方面）へ抜ける車両は必ず市街地を経由せねばならず、行楽シーズンを中心に、その経路上にある桜通りや競輪場通りに大渋滞を引き起こしていた。本路線の開通によって大渋滞は解消している。

## 概要
- 起点：栃木県宇都宮市上戸祭町
- 終点：栃木県宇都宮市平出工業団地
- 延長：6.4 km
- 幅員：23 - 41m

## 交差する道路など詳細
宇都宮環状道路の項を参照。